# Tomellana
Tomellana is een geslacht van weekdieren uit de klasse van de Gastropoda (slakken).

## Soorten
- Tomellana hupferi (Strebel, 1912)
- Tomellana leschkei (Strebel, 1912)
- Tomellana lineata (Lamarck, 1818)